# Szotyori Nagy Endre
Szotyori Nagy Endre (Budapest, 1913. szeptember 20. – Budapest, 1979. február 4.) magyar nótaszerző.

## Életútja
Középiskoláit a kolozsvári Református Kollégiumban végezte (1930), majd jogot tanult, s 1937-ben elvégezte a zenekonzervatóriumot is. Az 1940-es években az Ellenzék munkatársa volt.
Első verseit a Brassói Lapok és a Barátság c. folyóirat közölte. Dalszöveg-írással és zeneszerzéssel 1932 óta foglalkozott. Legismertebb nótái: Azt a boldogságot, Azt mondják, hogy szerencsém van, Álmot szőttem, édes álmot, Éjfélkor a bálteremben, Én az emberekkel rosszat sose tettem, Haragszik a rózsám, Kék a szeme, tengerkék, Kék a szilva, Öreg prímás, tégy hangfogót, Te voltál az első tavasz, Úgysem tudsz elmenni.